# Kailuka
Kailuka is een plaats in de Estlandse gemeente Saaremaa, provincie Saaremaa. De plaats heeft de status van dorp (Estisch: küla).
Tot in oktober 2017 behoorde Kailuka tot de gemeente Pihtla. In die maand ging Pihtla op in de fusiegemeente Saaremaa.

## Bevolking
Het dorp had 64 inwoners op 31 december 2011 en 58 inwoners op 31 december 2021.

## Ligging
Kailuka ligt aan de basis van het schiereiland Vätta aan de zuidkust van het eiland Saaremaa. De baai waaraan de plaats ligt heet Sutu laht. De kust is een beschermd natuurgebied, het Sutu lahe hoiuala. Kailuka heeft een vissershaven gehad.

## Geschiedenis
Kailuka werd voor het eerst genoemd in 1520 onder de naam Kauszkulle, een dorp bewoond door Zweden op grond die toebehoorde aan de prinsbisschop van Ösel-Wiek. In 1645 viel het dorp als Kaylauck onder de Wacke Vettel. Een Wacke was een administratieve eenheid voor een groep boeren met gezamenlijke verplichtingen. Onder Vettel vielen ook de naburige dorpen Suure-Rootsi en Väike-Rootsi. Tussen 1744 en 1750 werd een landgoed Ilpel (Ilpla) gevormd, een kroondomein, waar Kailuka, nu onder de naam Kailak of Kailok, ook onder viel.